# Parepisparis sublaeta
Parepisparis sublaeta är en fjärilsart som beskrevs av Turner 1919. Parepisparis sublaeta ingår i släktet Parepisparis och familjen mätare. Inga underarter finns listade i Catalogue of Life.